# Parorchestia tenuis
Parorchestia tenuis är en kräftdjursart som först beskrevs av James Dwight Dana 1852.  Parorchestia tenuis ingår i släktet Parorchestia och familjen tångloppor. Inga underarter finns listade i Catalogue of Life.